# Komitet Niepodległości Kaukazu
Komitet Niepodległości Kaukazu – emigracyjna organizacja kaukaska w II poł. lat 20. i I poł. lat 30. XX w.
Komitet został utworzony miesiąc po zamachu stanu sił wiernych Józefowi Piłsudskiemu w poł. maja 1926 r. w Warszawie w związku z rozwojem ruchu prometejskiego. Zastąpił on dotychczas działający Komitet Kaukaskich Konfederalistów z siedzibą w Stambule. Komitet Niezawisłości Kaukazu wkrótce stał się centralną organizacją ruchu prometejskiego. W jego skład wchodzili przedstawiciele emigracji gruzińskiej (Noe Ramiszwili i Nestor Magalaszwili), azerskiej (Məmmədəmin Rəsulzadə i Mustafa bəy Vəkilov), armeńskiej i północnokaukaskiej (Muhammad Said Szamil i Alichan Kantemir). Organami prasowymi Komitetu były pisma "Niezawisimyj Kawkaz" i "Prometeusz", wydawane w Paryżu. W stolicy Francji istniało przedstawicielstwo Komitetu złożone z 3 działaczy kaukaskich (tzw. Rada Trzech): Akakija Czchenkeli, Abdulmedżida Czermojewa i Ali Mardana beja Topcziwaszi. Komitet był silnie zaangażowany w działania związane z wypracowaniem projektu Konfederacji Kaukaskiej, które zakończyły się podpisaniem 14 lipca 1934 r. tzw. paktu brukselskiego. Komitet został zlikwidowany na przełomie stycznia/lutego 1935 r., kiedy na jego miejscu utworzono w Paryżu Radę Konfederacji Kaukaskiej.